# Папські зуави
Папські зуави (лат. Zuavi Pontifici) — військове формування, сформоване у 1860 французьким генералом Луї де Ламорісьером для захисту Папської області. Папські зуави були головним чином молоді люди, які не перебували у шлюбі та були римо-католиками та зголосилися допомогти Папі римському Пію IX у його боротьбі проти Італійського Рісорджименто. Вони сформували міжнародний полк із добровольців із Фландрії, Франції, Нідерландів, Баварії, Канади та інших країн. 
На травень 1868 папських зуавів було 4592 особи. Серед них було 1910 голландців, 1301 француз, 686 бельгійців, 157 підданих Папської області, 135 канадців, 101 ірландець, 87 прусаків, 50 англійців, 32 іспанця, 22 німця з держав, інших, ніж Пруссія, 19 швейцарців, 14 американців, 14 неаполітанців, 12 моденцев, 12 поляків, 10 шотландців, 7 австрійців, 6 португальців, 6 тосканців, 3 мальтійці, двоє росіян і по одному добровольцю від островів Південних морів, Індії, Африки, Мексики, Перу та Черкесії.
Після заняття Рима Віктором Еммануїлом II у 1870, папські зуави служили уряду Національної оборони у Франції у період франко-пруської війни і були розформовані після вступу пруських військ у Париж. 
Уніформа мала такий самий характер, як у французьких зуавів, але відрізнялася від них кольором: сіра з червоною обробкою. Сіро-червоне кепі було замінено на північноафриканську феску. 